# The World Is Not Enough (datorspel)
The World Is Not Enough är titeln på ett TV-spel från 2000 baserad på filmen Världen räcker inte till som publicerats av Electronic Arts. Spelet finns utgivet till Playstation, Nintendo 64 och Game Boy Color. Nintendo 64-versionen utvecklades av Eurocom och Playstation-versionen av Black Ops. Eurocom kom även att utveckla 007: Nightfire och 2010 års nyversion av Goldeneye 007. Spelet planerades även att släppas till PC och Playstation 2 men lades sen ner.

## Funktioner
- Versionen till Nintendo 64 stöder tillbehöret Rumble Pak och Expansion Pak. Spelet har 14 banor i singleplayer-läget och har svårighetsgraderna Agent (lätt), Secret Agent (medel) och 00 Agent (svår). I multiplayerläget kan upp till 4 spelare delta, man kan även ha AI-botar i multiplayer. Till skillnad med Goldeneye 007 har spelet röstskådespelare.
- Versionen till Playstation har bara 11 banor och har ingen multiplayerläge.

## Mottagande
Spelet möttes av positiva recensioner, 2009 listade IGN The World Is Not Enough som det näst bästa Bondspelet efter Goldeneye 007. IGN gav spelet betyget 8.9/10.